# 朱塞佩·比阿瓦
朱塞佩·比阿瓦（義大利語：Giuseppe Biava；1977年5月8日—）是一位意大利足球運動員。在場上的位置是中後衛。他現在效力於意大利足球甲級聯賽球隊亞特蘭大足球俱樂部。他在2014年7月免費轉會加盟阿特蘭大。